# بابا مصطفى
بابا مصطفى هو كاتب مسرحي تشادي، ولد في 1952 في تشاد، وتوفي في 1 نوفمبر 1982 في باريس في فرنسا.